# Вика чагарникова
Вика чагарникова, горошок чагарниковий (Vicia dumetorum) — вид рослин родини бобові (Fabaceae), поширений у Європі, у тому числі Україні.

## Опис
Багаторічна витка трав'яниста рослина 150–200 см завдовжки. Прилистки нижніх і середніх стеблових листків з нечисленними війчастими трикутними зубцями; листки з 3–5 парами війчастих листочків 20–45 мм довжиною; віночок пурпуровий; боби бурі.

## Поширення
Поширений у Європі: Данія, Швеція, Австрія, Чехія, Словаччина, Німеччина, Угорщина, Польща, Швейцарія, Білорусь, Литва, Молдова, Україна, Болгарія, колишня Югославія, Греція, Італія, Румунія, Франція.
В Україні зростає в лісах і чагарниках — в лісовій зоні та Лісостепу.

## Галерея

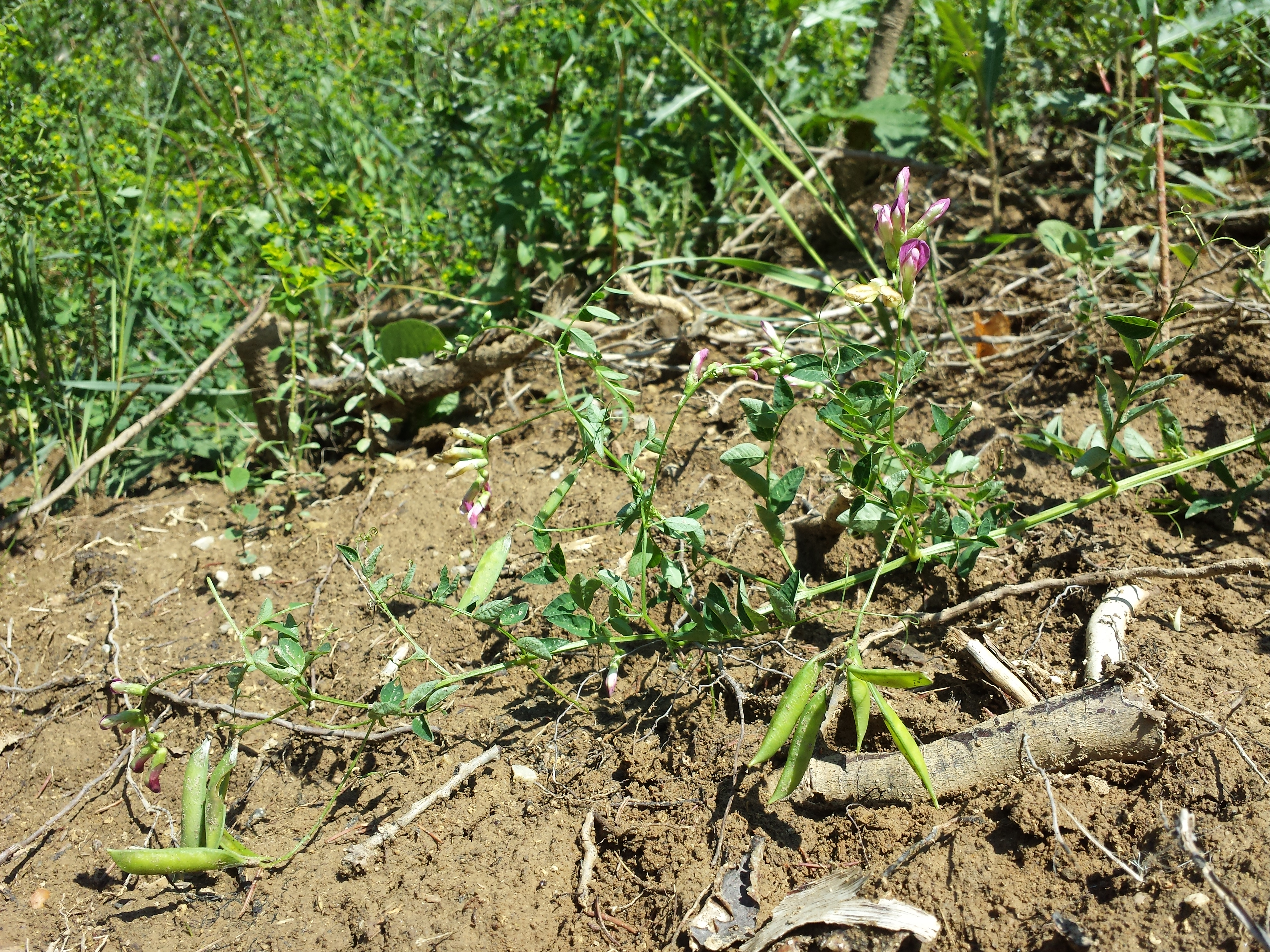
загальний вигляд
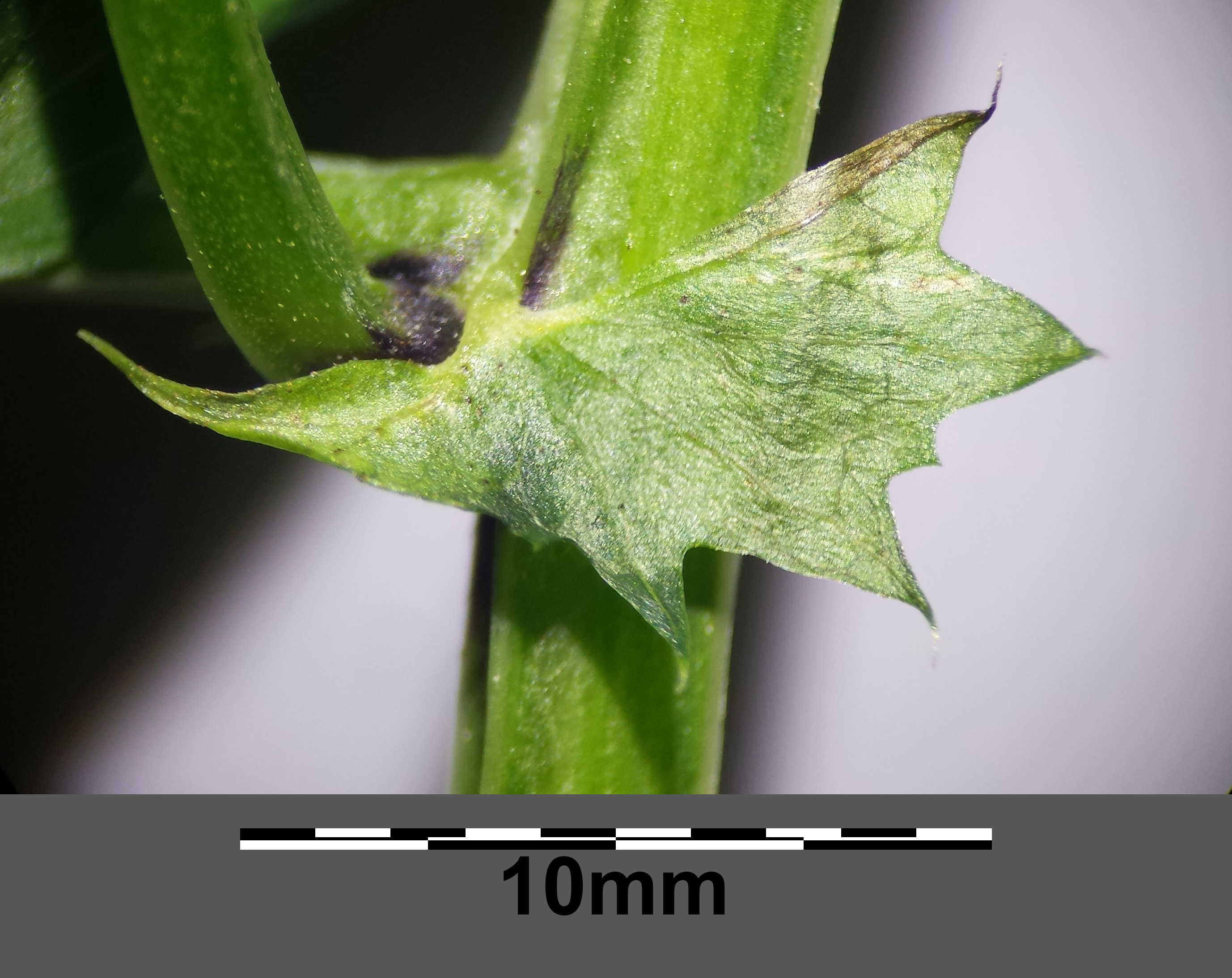
прилисток
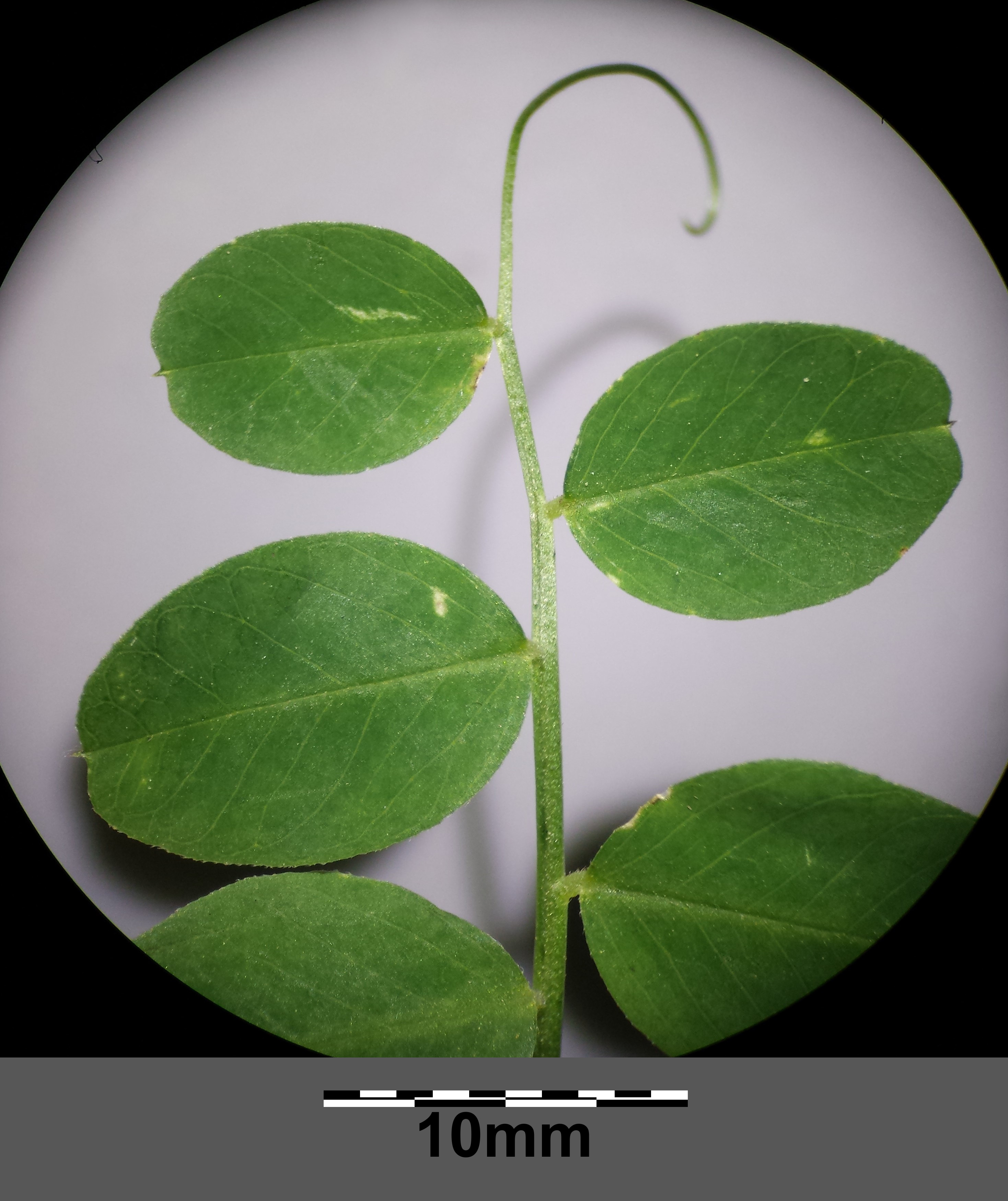
листочки
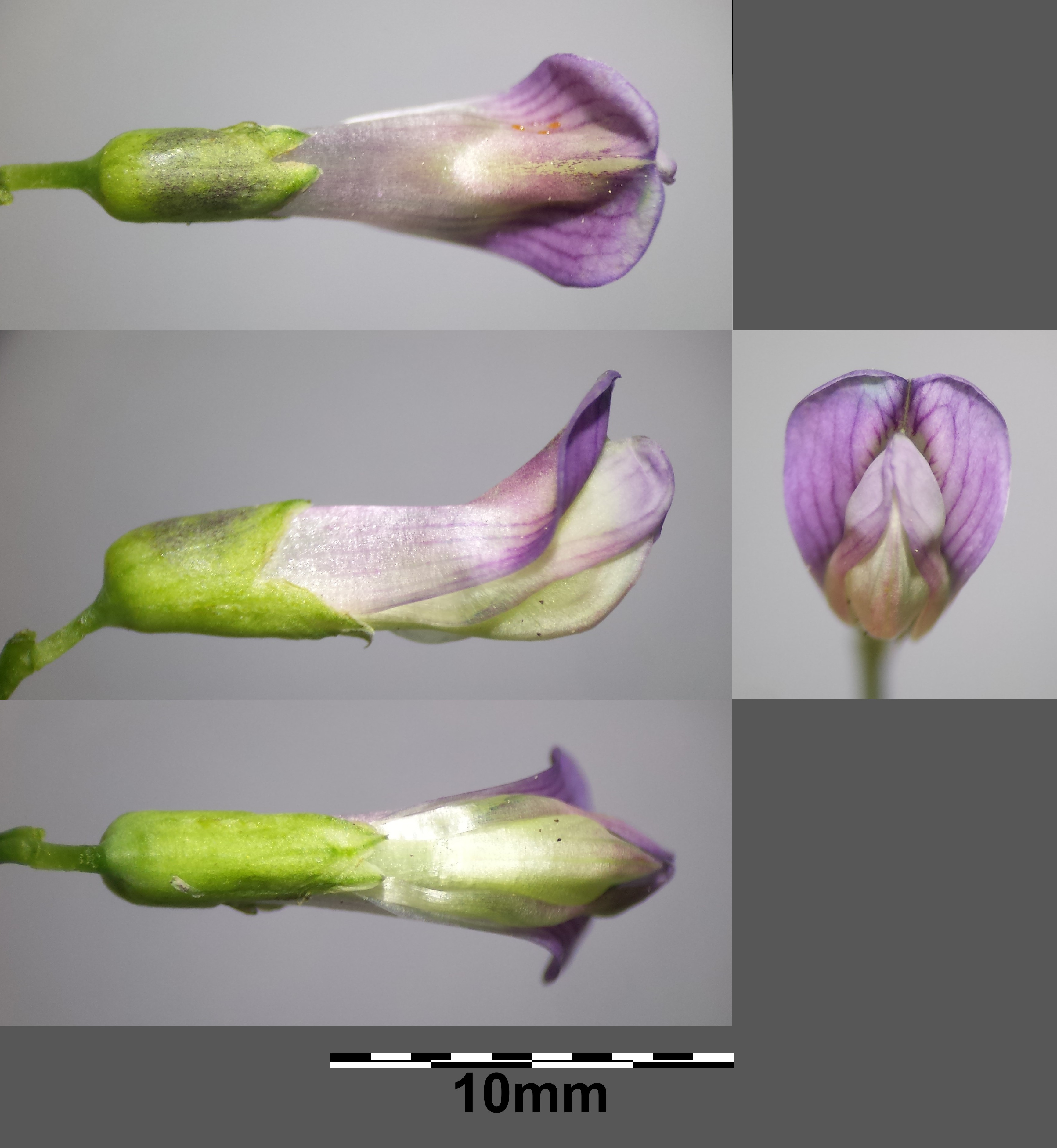
квітка
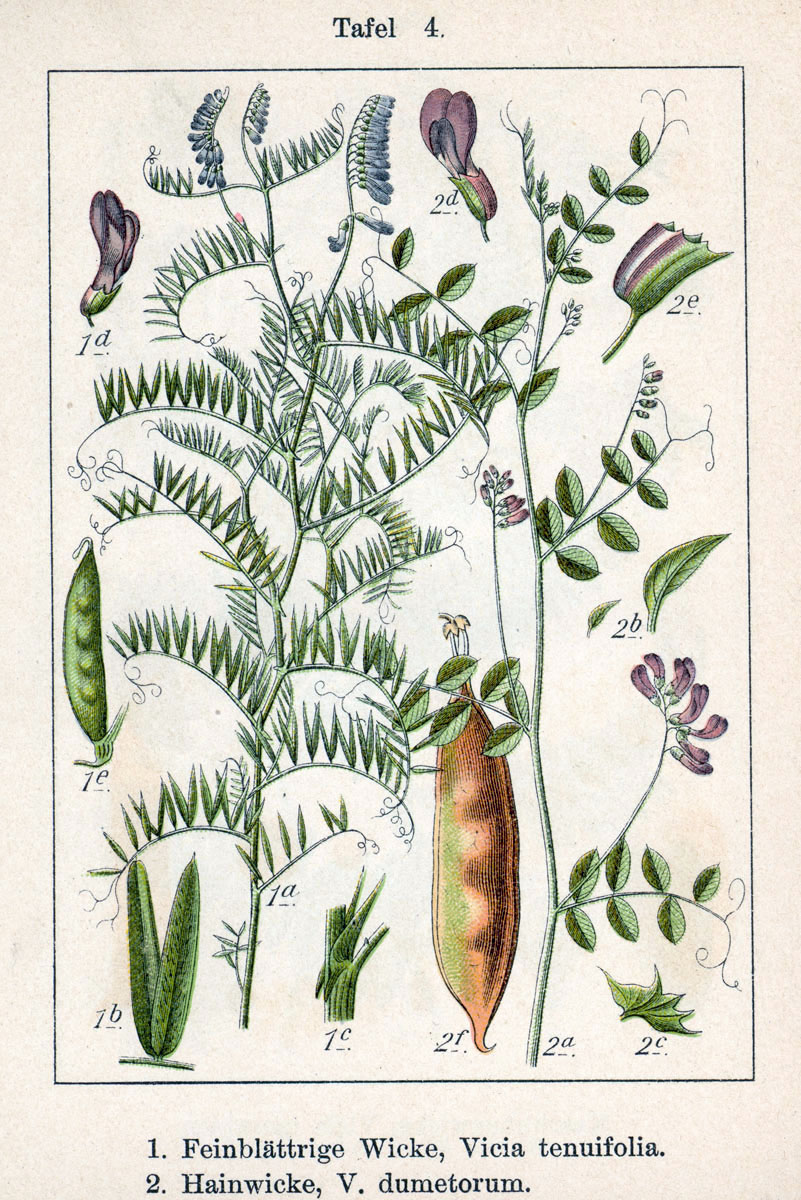
Vicia dumetorum на ілюстрації праворуч